# Belgische Badminton-Mannschaftsmeisterschaft 2017/18
Die Belgische Badminton-Mannschaftsmeisterschaft 2017/18 bestand aus einer einfachen Vorrunde im Modus Jeder-gegen-jeden und anschließenden Playoffs. Meister wurde der Klub BAD 79.

## Vorrunde
| Platz | Team                    | Punkte | Spiele | G | U | V | Spielpunkte |   |    | Sätze |   |    | Bälle |   |      |
| ----- | ----------------------- | ------ | ------ | - | - | - | ----------- | - | -- | ----- | - | -- | ----- | - | ---- |
| 1     | W&L                     | 14     | 7      | 7 | 0 | 0 | 39          | - | 17 | 85    | - | 43 | 2432  | - | 2031 |
| 2     | BAD 79                  | 12     | 7      | 6 | 0 | 1 | 38          | - | 18 | 82    | - | 51 | 2522  | - | 2289 |
| 3     | DZ99                    | 8      | 7      | 3 | 2 | 2 | 32          | - | 24 | 74    | - | 56 | 2401  | - | 2272 |
| 4     | Pluimplukkers BC        | 7      | 7      | 3 | 1 | 3 | 32          | - | 24 | 72    | - | 62 | 2522  | - | 2500 |
| 5     | Badmintonclub Hebad     | 6      | 7      | 3 | 0 | 4 | 28          | - | 28 | 67    | - | 64 | 2421  | - | 2344 |
| 6     | Lebad Kortrijk          | 4      | 7      | 2 | 0 | 5 | 25          | - | 31 | 60    | - | 69 | 2311  | - | 2410 |
| 7     | Waterloo Badminton Club | 3      | 7      | 1 | 1 | 5 | 17          | - | 39 | 42    | - | 86 | 2137  | - | 2461 |
| 8     | Olve BC                 | 2      | 7      | 1 | 0 | 6 | 13          | - | 43 | 40    | - | 91 | 2114  | - | 2553 |

## Halbfinale
- W&L – DZ99: 4:3
- BAD 79 – Pluimplukkers BC: 4:3

## Finale
- BAD 79 – W&L: 4:1